# Temnochalepus
Temnochalepus es un género de escarabajos  de la familia Chrysomelidae. En 1935 Uhmann describió el género. Contiene las siguientes especies:
- Temnochalepus cicrumcinctus (Weise, 1910)
- Temnochalepus imitans Uhmann, 1935
- Temnochalepus insolitus Uhmann, 1935
- Temnochalepus lugubris (Chapuis, 1877)